# Heterozonias alternatus
Heterozonias alternatus är en sjöstjärneart som först beskrevs av Fisher 1906.  Heterozonias alternatus ingår i släktet Heterozonias och familjen solsjöstjärnor. Inga underarter finns listade i Catalogue of Life.